# Orthomegas jaspideus
Orthomegas jaspideus es una especie de escarabajo longicornio del género Orthomegas, tribu Callipogonini, subfamilia Prioninae. Fue descrita científicamente por Buquet en 1844.

## Descripción
Mide 34-70 milímetros de longitud.

## Distribución
Se distribuye por Argentina, Brasil y Paraguay.